# Palazzo San Pio X

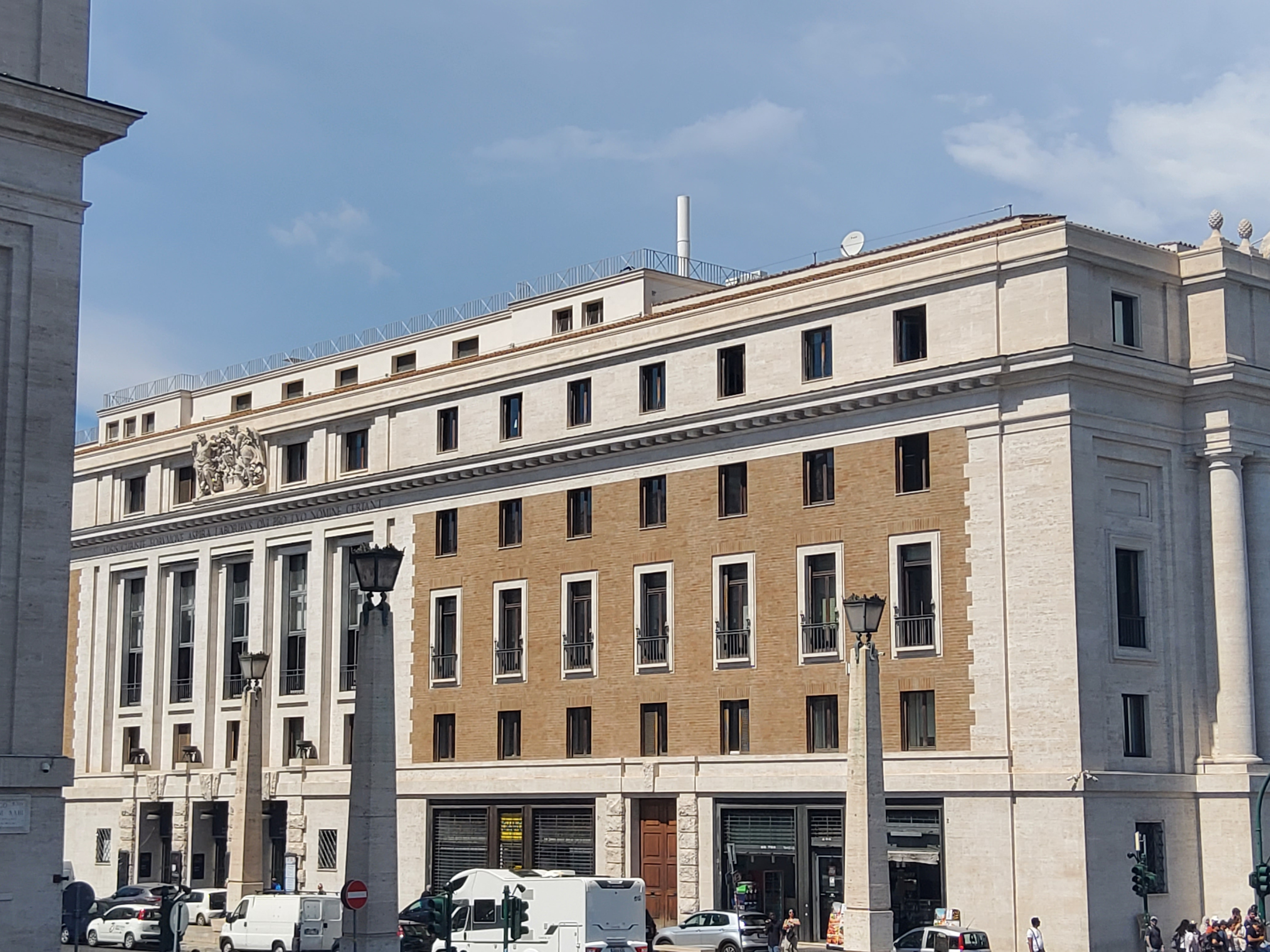
Fassade des Palazzo Pio

Der Palazzo San Pio X (kurz: Palazzo Pio) ist ein Gebäude an der Via della Conciliazione im römischen Stadtteil Borgo und dient als Sitz mehreren Behörden der römischen Kurie sowie der kanadischen und taiwanesischen Botschaften beim Heiligen Stuhl. Es gehört zu den exterritorialen Besitzungen des Heiligen Stuhls und ist nach Pius X. benannt.
Der Palazzo liegt am östlichen Ende der Via della Conciliazione. Er nimmt einen ganzen Häuserblock nördlich der Conciliazione ein und wird außerdem im Westen von der Via della Trasportina, im Norden vom Borgo Sant’ Angelo und dem dahinter liegenden Passetto di Borgo sowie von der Piazza Pia umgrenzt. Auf der gegenüberliegenden Straßenseite liegen die Park- und Wallanlagen der Engelsburg.
Der Palazzo ist Sitz der folgenden Einrichtungen:
- Päpstlicher Rat Cor Unum
- Radio Vatikan
- Botschaft der Republik China beim Heiligen Stuhl
- Botschaft Kanadas beim Heiligen Stuhl
- Dikasterium für die Kommunikation

Der Palazzo wurde im Jahr 1979 vom italienischen Staat an den Heiligen Stuhl abgetreten, im Austausch gegen den Palazzo della Dataria beim Quirinalspalast.

Nordseite der östlichen Via della Conciliazione. Der Palazzo Pio ist das dritte Gebäude von Links. Im Hintergrund die Engelsburg
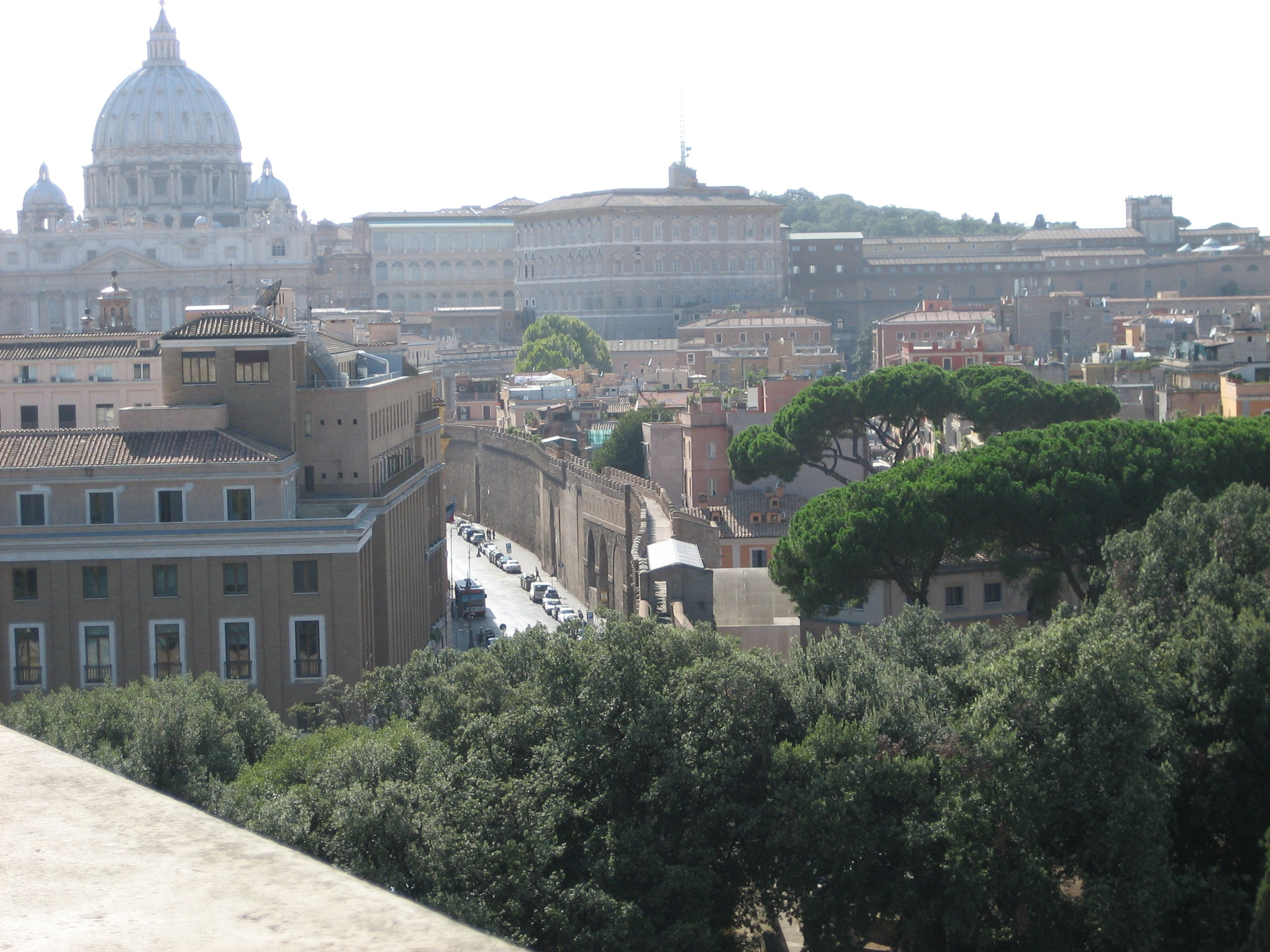
Blick von der Engelsburg auf die Rückseite des Palazzo Pio und den Passetto di Borgo
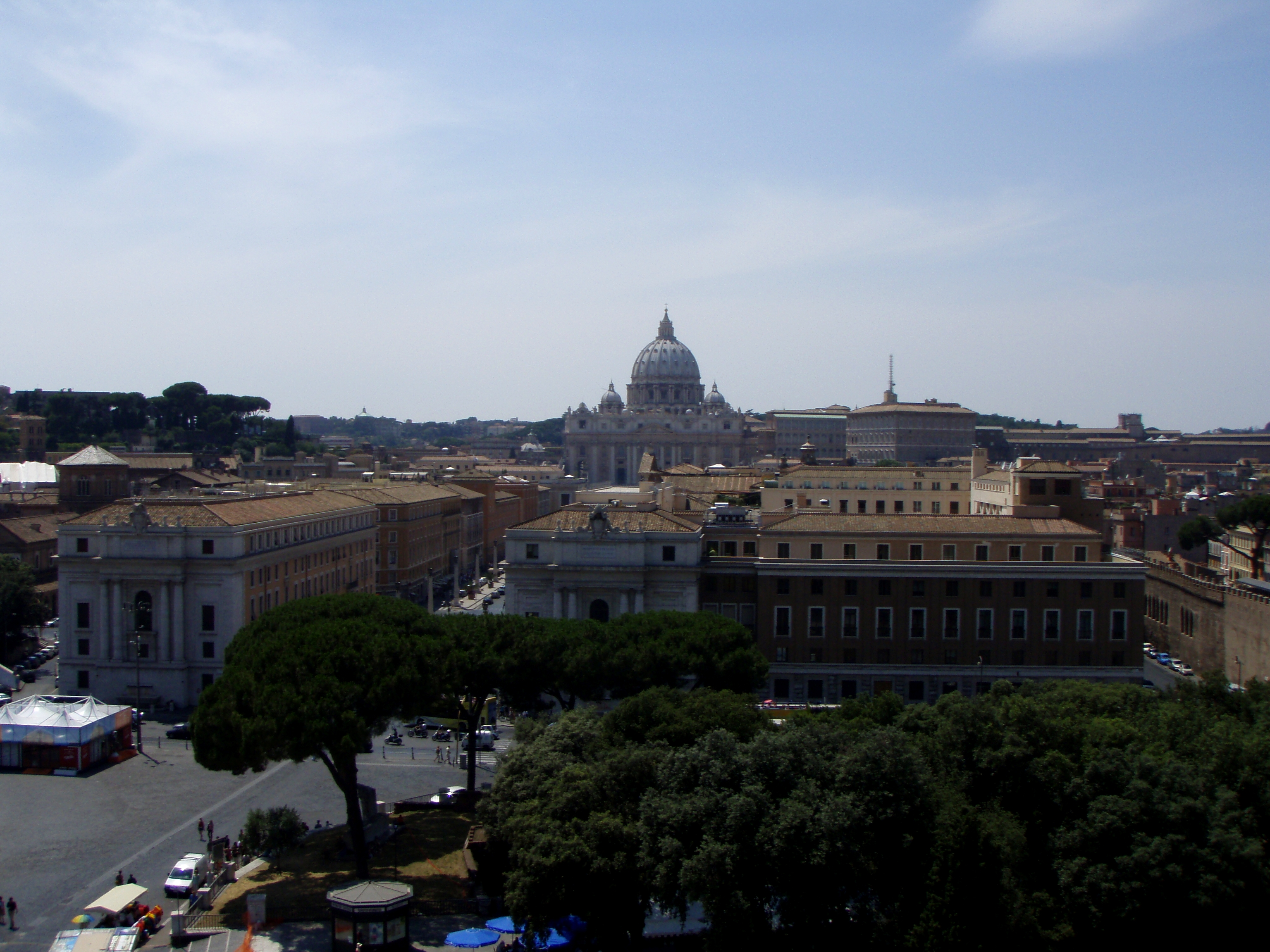
Blick von der Engelsburg auf den Palazzo Pio